# Anna Kikina
Anna Iurevna Kikina (em russo:  Анна Юрьевна Кикина, Novosibirsk, 27 de agosto de 1984) é uma engenheira e cosmonauta da Rússia selecionada em 2012.
Desde setembro de 2016 ela tem sido a única mulher no Esquadrão de Cosmonautas e em junho de 2020 o cosmonauta Oleg Kononenko disse que ela deveria voar no outono de 2022 para a Estação Espacial Internacional e realizar uma caminha espacial. Por fim, teve seu primeiro realizado pela SpaceX Crew-5.

## Primeiros anos
Nascida em 27 de agosto de 1984 em Novosibirsk, formou-se na Escola Nº29 de Novosibirsk. Em 2005 formou-se nos cursos do Ministério de Emergências.
Em 2006 ela formou-se com honras da Academia Estatal de Novosibirsk em Transporte Aquático com um grau de "Proteção em Emergências" como engenheira hidráulica. Em 2008 ela defendeu seu diploma em "Economia e gerência em empreendimentos (transporte)" com a qualificação de "gerente-economista".

## Cosmonauta
No dia 5 de junho de 2014, após completar o treinamento geral, ela passou pelo Exame Estatal com uma nota de "4,5". Entretanto, no dia 19 de junho, por um sorteio secreto da Comissão de Qualificação Interdepartamental, ela não foi qualificada como cosmonauta. Contrariando esta decisão, no fim de junho ela foi mantida como candidata, com a condição de participar de um curso adicional com a duração de um ano.
Entre os dias 7 e 24 de novembro de 2017, Kikina participou como Engenheira de Voo 1 num experimento internacional sobre isolamento, SIRIUS, simulando um voo até a Lua. Durante o experimento, ela participou de exercícios de treinamento que simulam a acoplagem da nave Orel em órbita terrestre e para simular o controle remoto de um rover lunar usando um capacete de realidade virtual. Ela testou um traje para a futura cápsula.
Em agosto de 2018 ela participou de um treino de observações visuais e por instrumento da Terra a partir da aeronave laboratório Tupolev Tu-134 como parte do programa da ISS.
Ela atualmente está treinando como membro da equipe suplente da Expedição 67 e da equipe principal da Expedição 68. Em 8 de dezembro de 2021 foi anunciado que a Roscosmos planeja lançá-la pela Crew Dragon, com um astronauta estadunidense assumindo sua posição na Soyuz, algo confirmado no dia 15 de julho de 2022. Foi lançada pela SpaceX Crew-5 no dia 5 de outubro de 2022.

## Barbie
Em 2021, Anna Kikina tem uma Barbie que a representa.  A figura da cosmonauta está entre os modelos escolhidos para a campanha “Pode ser quem quiser” da Mattel, cujo objetivo é inspirar as meninas a seguirem a profissão que desejarem.
A Barbie Anna Kikina foi produzida em dois modelos: um deles veste um fato azul com o padrão do macacão da cosmonauta que era usado durante os treinos, e o outro está vestido com uma versão do traje espacial de atividade extra-veicular da Rússia.

## Vida pessoal
Mestre do Esporte da Rússia em Poliatlo (eventos de todo o tipo) e Rafting (2010). Foi membro da equipe de slalom de remo Gorno-Altaisk e membro da equipe nacional russa de rafting. Medalhista de prata no Ski Track of Russia (2011). Realizou 153 saltos de pára-quedas.